# Ivan Hálek
Ivan Hálek (11. listopadu 1872 Praha-Nové Město – 17. února 1945 Modřany) byl český a československý lékař, zdravotnický organizátor, humanista, spisovatel, publicista, překladatel, pedagog a vlastenec, působící na Slovensku. Byl meziválečným politikem a poslancem Národního shromáždění za Slovenskou národní a rolnickou stranu, respektive za Republikánskou stranu zemědělského a malorolnického lidu (agrárníky), se kterou Slovenská národní a rolnická strana počátkem 20. let splynula. Byl synem českého básníka Vítězslava Hálka, otcem herečky Eleny Hálkové a dědem herečky Jany Štěpánkové.

## Životopis
Své dětství strávil jako polosirotek v péči své matky v Krchlebech u Nymburka. Po návratu do Prahy navštěvoval základní školu ve Školské ulici, později gymnázium v Žitné ulici. Podle dochovaných jeho vlastních osobních poznámek, jež jsou nyní uloženy v Památníku národního písemnictví, již během studií navštěvoval přednášky T. G. Masaryka na Filosofické fakultě UK. Na Lékařské fakultě Univerzity Karlovy promoval v roce 1896.
Během své základní vojenské služby v Praze koncem 19. století se seznámil s Josefem Svatoplukem Macharem, jenž byl jeho přímým vojenským nadřízeným a jenž ho také tehdy seznámil s T. G. Masarykem.
Jeho kladný vztah ke Slovensku a také jeho pozitivní vztah k židům, kdy se aktivně vystoupil svým odborným lékařským posudkem ve známé v Hilsnerově aféře na straně T. G. Masaryka, vedl posléze k tomu, že s T. G. Masarykem posléze navázal blízký vztah. Později navázal i blízký vztah i s pozdějším ministrem zdravotnictví Vavro Šrobárem.
Po ukončení studií získával praktické zkušenosti v Praze i v zahraničí, v roce 1901 však po vlivem tehdejších humanistických ideálů odešel pracovat na Slovensko, kde nakonec strávil převážnou většinu své lékařské praxe. Nejprve působil v Čadci, později působil zde jako primář dětského oddělení žilinské státní nemocnice, které zde sám založil, byl mezi místními obyvateli velmi oblíbený a populární. Výjimku tvořilo období 1. světové války, kdy pracoval ve funkci vojenského lékaře nejprve v Těšíně, v Polsku, v Hranicích, v Žilině a nakonec na frontě v Bosně.
Před rokem 1918 byl členem Muzeální slovenské společnosti.

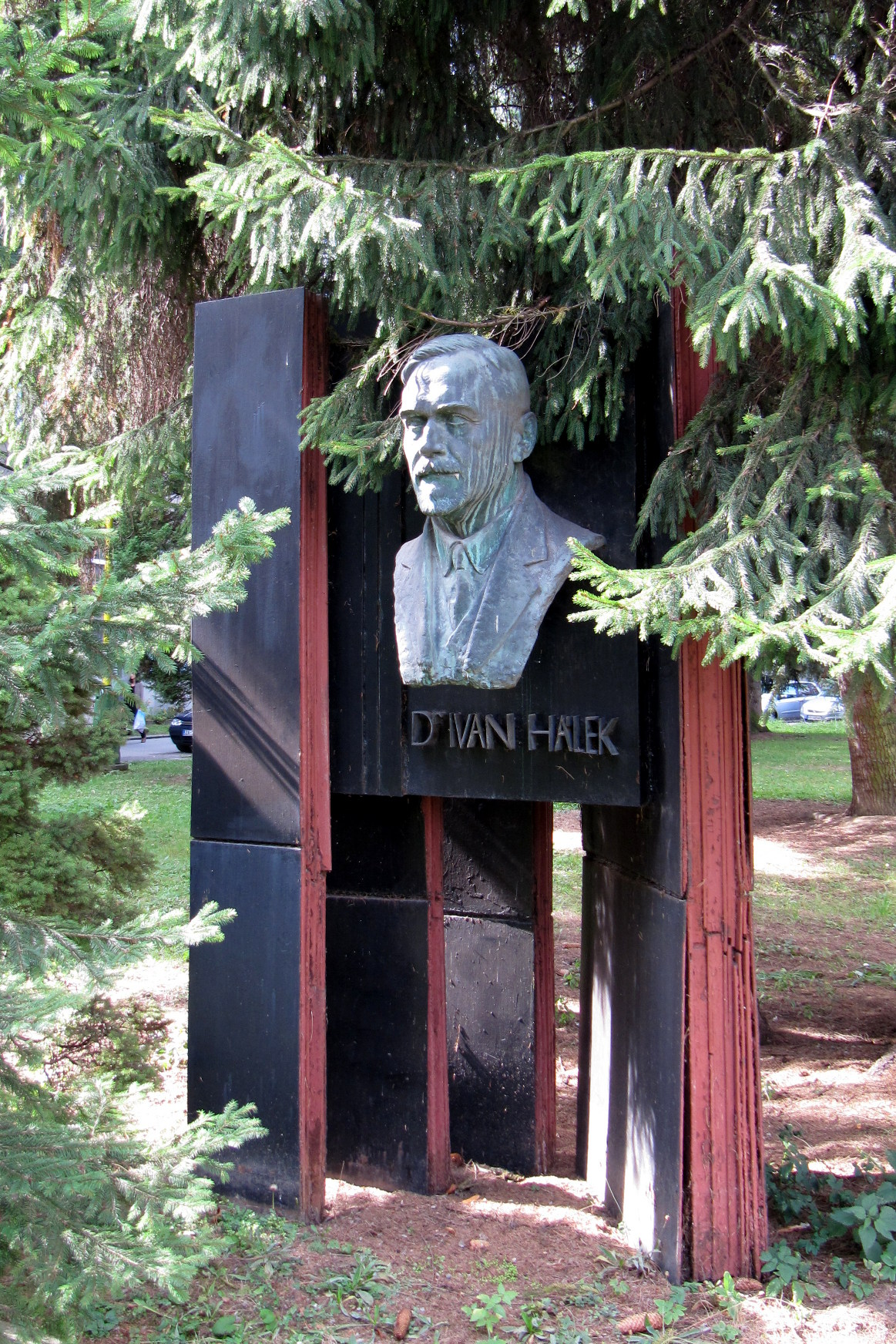
Památník v Žilinské nemocnici

Na Slovensko se vrátil jako civilní lékař už v roce 1918 a působil zde nejen na Kysuci ale zejména v blízké Žilině nejen jako lékař všech vrstev obyvatelstva, stal se i významným organizátorem slovenského zdravotnictví za 1. československé republiky. Působil zde ve státních službách v roli vládního referenta pro veřejné zdravotnictví, aktivně se zapojil i do organizace slovenské části Československého červeného kříže, vyučoval také zdarma na místní střední zdravotní škole.
V letech 1918–1920 zasedal v Revolučním národním shromáždění. Slib složil na 9. schůzi v prosinci 1918. V parlamentních volbách v roce 1920 získal poslanecké křeslo v Národním shromáždění. Podle údajů k roku 1920 byl profesí vládním referentem v Bratislavě. Zvolen byl za Slovenskou národní a rolnickou stranu, respektive za Republikánskou stranu zemědělského a malorolnického lidu (agrárníky), se kterou Slovenská národní a rolnická strana počátkem 20. let splynula. Mandátu se vzdal roku 1923. Místo něj do sněmovny usedl Michal Karlovský.
Postupem doby začal zastávat silné levicové postoje a názory, překládal dílo Bedřicha Engelse. Pro své levicové smýšlení, nepokrytý demokratismus a také to, že netrpěl vůbec žádnými rasovými či národnostními předsudky a fakticky nedělal žádné rozdíly mezi lidmi byl v trnem v oku zejména slovenským luďákům. Situace se velmi zhoršila v době, kdy funkci ministra zdravotnictví vykonával Jozef Tiso, od vypovězení ze státních služeb ho tehdy ochránila pouze jen jeho velká slovenská popularita a všeobecná váženost.
Počátkem roku 1939 těsně před vzniku loutkového klerofašistického slovenského štátu byl propuštěn ze státních služeb a byl nucen luďáky ovládané Slovensko opustit.
Vrátil se zpět do Prahy, kde žil v ústraní a živil se jako překladatel. Kvůli svému podlomenému zdraví se už nemohl zapojit do protinacistického odboje, nicméně pro své levicové smýšlení a předválečné postoje zde pobýval s velkými obavami, že jej gestapo brzy zatkne.[zdroj?] Konce druhé světové války a osvobození Československa se už ale nedočkal, zemřel v únoru 1945.
Je pochován na Vinohradském hřbitově v Praze

### Rodinný život
Dne 17. ledna 1903 se v Praze oženil (civilní sňatek) s Aloisií (Louisou) Klicperovou (1882–1954)., se kterou měl dvě dcery:
- první dcera herečka Elena Hálková se provdala za českého herce Zdeňka Štěpánka, z tohoto manželství pochází dcera – herečka Jana Štěpánková
- druhá dcera Taťána Hálková se provdala za herce Ladislava Boháče, i toto manželství skončilo brzkým rozvodem

## Dílo

### Literární a memoárové dílo
- Ako ozdraviť našu dedinu 1929
- Zápisky slovenského lekára 1932
- Zápisky lékaře z Horní Trenčanské 1955
- Vzpomínám na TGM 1948
- Zápisky lekára 1956
- Moje cesta od Tolstého k Marxovi 1950

### Publicistické dílo
- Kysuce – pokus lekára o sociológiu hornatých krajov Slovenska 1937

### Překlady
- Anti-Dühring – pana Evžena Dühringa převrat vědy (autor Bedřich Engels; Praha, Svoboda, 1947, 1949, 1952)
- Bajky (autor Ivan Andrejevič Krylov; Praha, ELK, 1947)

## Posmrtné připomínky
- Po MUDr. Ivanu Hálkovi je dnes pojmenována nemocnice ve slovenské Čadci
- Jméno MUDr. Ivana Hálka nese také ulice v centru v Žiliny